# Fernando García
Fernando García Lorenzo, plus connu comme Nando García, né le 20 décembre 1912 à El Astillero (Cantabrie, Espagne), est un footballeur international espagnol qui jouait au poste de milieu de terrain. Un journaliste mexicain lui donne le surnom de "El Gavilán" à cause de sa façon de déployer les bras pour protéger le ballon.

## Biographie

### Clubs
Nando García commence à jouer avec l'Unión Club de Astillero, puis il passe dans les rangs du Racing de Santander. Il débute avec le Racing lors de la saison 1931-1932 face au CD Alavés. Il joue cinq saisons au Racing.
Lorsqu'éclate la Guerre civile espagnole en juillet 1936, il part pour l'Amérique du Sud où il joue avec le Club de Fútbol Asturias. En Argentine, il joue avec le Vélez Sarsfield et le San Lorenzo de Almagro.
Nando García joue la saison 1946-1947 avec le FC Barcelone, puis il retourne au Mexique pour rejoindre le Real Club España et le Club Deportivo Marte. Il met un terme à sa carrière dans ce dernier club en 1951.
Il devient ensuite entraîneur du club mexicain du CD Irapuato lors de la saison 1952-1953.

### Équipe nationale
Nando García débute en équipe d'Espagne le 19 janvier 1936 face à l'Autriche (défaite 5 à 4). C'est son seul match en équipe nationale.